# Sigy-le-Châtel
Sigy-le-Châtel é uma comuna francesa na região administrativa de Borgonha-Franco-Condado, no departamento Saône-et-Loire. Estende-se por uma área de 6,76 km². Em 2010 a comuna tinha 106 habitantes (densidade: 15,7 hab./km²).